# Guillermo Sotelo
Guillermo Sotelo (30 de marzo de 1991, Reconquista, Santa Fe) es un futbolista argentino con nacionalidad italiana que juega como defensor en FF Jaro de la liga Ykkönen de Finlandia.
Surgió en las inferiores de Huracán.

## Trayectoria

### Club Atlético Huracán
Surgido de las inferiores de Huracán, es incluido por primera vez en el plantel de primera en la temporada 2012/13. Hizo su debut frente a Atlético Tucumán en la fecha 11 de dicho torneo, y convirtió su primer gol en la fecha 15, frente a Douglas Haig. 
Participó del ascenso a primera división y Copa Argentina en la que Huracán fue campeón en el año 2014.
En 2015 juega Copa Libertadores y también Sudamericana obteniendo el segundo puesto luego de haber perdido la final contra Independiente de Santa Fe.
Los partidos más destacados que le tocaron jugar fueron frente a Cruzeiro, River por copas internacionales, el clásico contra San Lorenzo y Boca. 

### Club Mutual Crucero del Norte
En el mercado de pases del 2016, Guillermo fue a préstamo al Club Mutual Crucero del Norte de la Segunda División de Argentina, que tuvo un paso por Primera en el 2015.
Allí jugó como lateral izquierdo y volante, destacándose tanto a la hora de defender como de atacar por su rapidez y buen juego generando ocasiones de gol y convirtiendo.

### Club Atlético Sarmiento
LLegó al club en enero de 2019, a mitad de temporada de la Primera Nacional. Si bien no tuvo mucha continuidad, le tocó afrontar partidos decisivos.    

### Club Atlético Brown de Adrogué
Luego de su paso por Sarmiento de Junín, Sotelo tuvo lugar en junio de 2019 jugando en la Primera Nacional como defensor hasta marzo de 2020.

### Club FF Jaro
En julio de 2020, Sotelo fue fichado por el FF Jaro de la liga Ykkönen de Finlandia.
En 2021 fue elegido como mejor defensor de la liga y en el equipo ideal de la temporada. También fue el goleador de su equipo con 8 goles. 
En 2022 se consagra campeón de la Ykkönen cup. Juega hasta mitad de temporada y es transferido al HIFK de la Veikkausliiga. 

### Club HIFK
En julio de 2022, luego de destacarse en FF Jaro, el club HIFK paga la transferencia para que juegue el resto de la temporada con el objetivo de permanecer en Veikkausliiga.

### Club FF Jaro
Retornó al FF Jaro en febrero de 2023.

## Clubes
| Club                       | País      | Año             | Partidos | Goles |
| -------------------------- | --------- | --------------- | -------- | ----- |
| Huracán                    | Argentina | 2012 - 2015     | 62       | 2     |
| Crucero del Norte (cedido) | Argentina | 2016 - 2018     | 87       | 9     |
| Sarmiento                  | Argentina | 2019 -          | 3        | 0     |
| Club Atlético Brown        | Argentina | 2019 - 2020     | 10       | 0     |
| FF Jaro                    | Finlandia | 2020 - 2022     | 55       | 15    |
| HIFK                       | Finlandia | 2022            | 10       | 0     |
| FF Jaro                    | Finlandia | 2023 - presente |          |       |

* Actualizado al 20 de noviembre de 2022.

## Palmarés

### Campeonatos nacionales
| Título              | Club    | País      | Año     |
| ------------------- | ------- | --------- | ------- |
| Copa Argentina      | Huracán | Argentina | 2013/14 |
| Supercopa Argentina | Huracán | Argentina | 2014    |